# Виктор Фереира
Виктор Фереира (24. фебруар 1964) бивши је аргентински фудбалер.

## Репрезентација
За репрезентацију Аргентине дебитовао је 1991. године. За национални тим одиграо је 2 утакмице и постигао 1 гол.

## Статистика
| Аргентина | Аргентина | Аргентина |
| Год.      | Ута.      | Гол.      |
| --------- | --------- | --------- |
| 1991      | 2         | 1         |
| Укупно    | 2         | 1         |